# Attila József
Attila József (ur. 11 kwietnia 1905 w Budapeszcie, zm. 3 grudnia 1937 w Balatonszárszó) – węgierski poeta, jeden z czołowych przedstawicieli poezji europejskiej w dwudziestoleciu międzywojennym.

## Życiorys

### Dzieciństwo
Urodził się w biednej dzielnicy Budapesztu – Ferencváros, w rodzinie robotniczej jako syn Árona Józsefa pracownika fabryki mydła i chłopki Borbáli Pőcze, praczki. Miał dwie starsze siostry: Etelkę i Jolán. Od najmłodszych lat musiał pracować na własne utrzymanie i borykać się z nędzą. Po odejściu ojca, gdy Attila miał trzy lata, był wychowywany tylko przez matkę, która osierociła go w 1919 r., mając 43 lata. Parał się wszystkiego, szczególnie w okresie I wojny światowej, m.in. sprzedawał wodę i kleił wiatraczki z kolorowego papieru dla bogatszych dzieci. W wieku 11 lat napisał swój pierwszy wiersz pt. Chciałbym być bogatym.
Z powodu choroby matki samodzielnie zgłosił się do Ligi Ochrony Dziecka, która na pewien czas umieściła go w ośrodku w Monorze, a następnie wraz z siostrami trafił do przybranych rodziców w Öcsöd. Jego przybrany ojciec powiedział wtedy: Nie ma takiego imienia „Attila” i nadał mu imię „Pista” (Stefek). Stosunki w nowej rodzinie były tak złe, że chłopiec zdecydował się uciec do matki do Budapesztu.
W Budapeszcie handlował znaczkami i pieczywem w kawiarni Emke. Ukończył w tym okresie 6 klas szkoły podstawowej i rozpoczął szkołę wydziałową.
Po śmierci matki opiekę nad młodym Józsefem objął jego szwagier dr Ödön Makai, który był stosunkowo zamożny i mógł opłacić naukę w dobrej szkole średniej. Przez pewien czas Attila pracował na parostatkach Spółki Akcyjnej Atlantica. Przez dwa tygodnie uczęszczał do seminarium salezjanów w Nyergesújfalu, gdzie umieścił go dr Makai, a gdzie sam Attila, jako prawosławny, nie chciał uczęszczać. Gimnazjum ukończył w Makó.

### Działalność twórcza

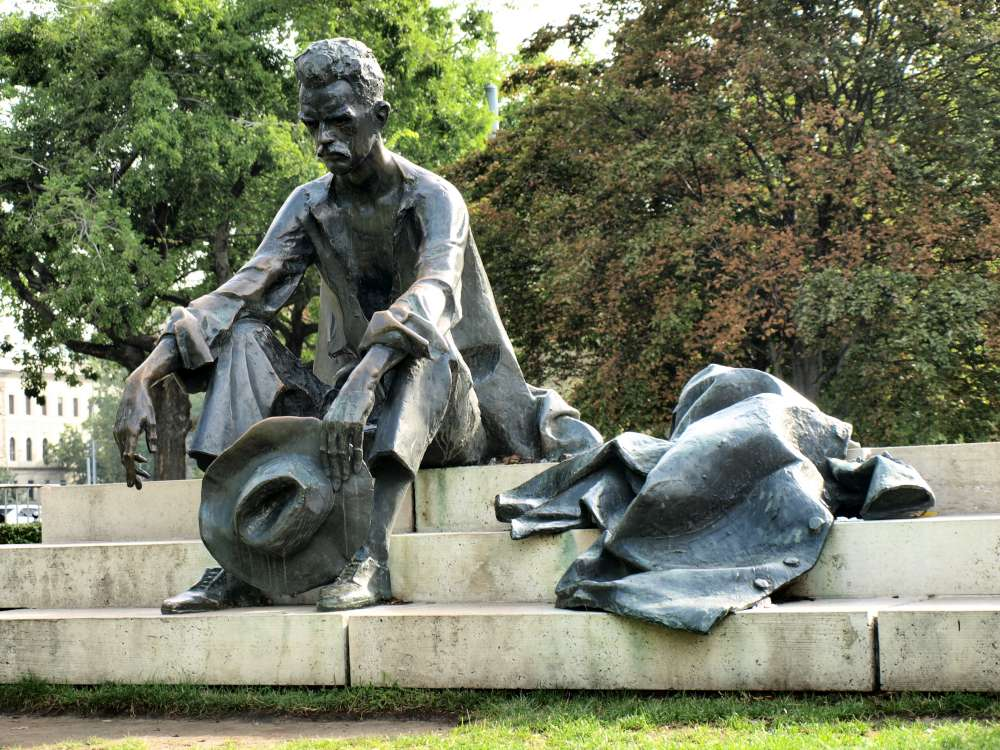
Pomnik Attili Józsefa nad peszteńskim brzegiem Dunaju

Pierwsze swoje wiersze opublikował na łamach „Nyugatu”, jako siedemnastolatek, w tym też okresie (w 1922) wydał pierwszy tomik poezji Szépség koldusa („Żebrak piękna”) ze wstępem pióra znanego poety Gyuli Juhásza. Powszechnie uważano go za cudowne dziecko, w tym okresie pracował jako pracownik sezonowy w Kiszombor, pilnując pól kukurydzy oraz jako nauczyciel domowy. Za namową swojego opiekuna podszedł do egzaminów z 7 i 8 klasy oraz egzaminu maturalnego, kończąc gimnazjum na rok przed swoimi kolegami. W tym też okresie wytoczono mu proces, oskarżając go o bluźnierstwo.
Po otrzymaniu świadectwa maturalnego był pracownikiem Domu Bankowego Mauthnera, publikując swoje wiersze w lokalnej prasie.
Utrzymując się z publikowanych wierszy, rozpoczął studia na Uniwersytecie w Segedynie – jego marzeniem było zostać nauczycielem. Plany te pokrzyżował znany uczony, prof. Antal Horger, u którego miał zdawać egzamin z językoznawstwa węgierskiego. Horger uznał, że język, którym pisze poeta, jest straszny i nie pozwoli mu na zostanie nauczycielem, a tym bardziej na znalezienie pracy w tym zawodzie. Przedmiotem sporu był wiersz Z czystym sercem (Tiszta szivvel), który zyskał sobie później dużą popularność i wszedł do kanonu literatury węgierskiej, dla wielu stając się manifestem pokoleniowym.
W następnych latach studiował w Wiedniu, na Sorbonie i na uniwersytecie w Peszcie, znalazł też pracę w Instytucie Handlu Zagranicznego, z której zrezygnował po zdiagnozowaniu u siebie schizofrenii i poddaniu się leczeniu psychiatrycznemu.

### Ostatnie lata
Pod koniec życia był redaktorem pisma literackiego „Szép Szó” („Piękne Słowo”) oraz miesięcznika o profilu antyfaszystowskim, „Piękne słowa”.
Zmarł 3 grudnia 1937 w wieku 32 lat w Balatonszárszó, gdzie mieszkał w domu siostry i szwagra. Został przejechany przez pociąg. Okoliczności wypadku nie są znane. Istnieje hipoteza, że mogło to być samobójstwo. Niedaleko tego miejsca znajduje się poświęcony mu pomnik.
Za życia był mało doceniany i dopiero jego tragiczna śmierć zwróciła zainteresowanie na dorobek Józsefa. W swojej twórczości poeta korzystał ze wzorców awangardowych, proletariackich i ludowych oraz z twórczości poetów francuskich i niemieckich, czasów republiki Weimarskiej. Pisał wiersze wyrażające pesymizm, np. zbiór Szépség koldusa (Żebrak piękna) z 1922.

## Twórczość

### Dzieła

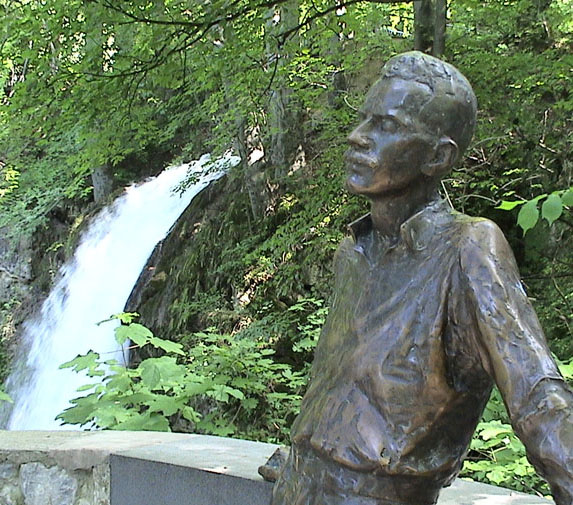
Pomnik poety w Lillafüred

#### Zbiory poezji wydane za życia poety
- Szépség koldusa – Żebrak piękna (Segedyn, 1922), zawiera m.in. wiersze: Aratásban (1922), Głód (Éhség, 1922), A jámbor tehén (1922), Pola kukurydziane (Kukoricaföld, 1922), Csókkérés tavasszal (1922).
- Nem én kiáltok – Krzyczę nie ja (Segedyn, 1925), zawiera m.in. wiersze: Nem én kiáltok (1924), Megfáradt ember (1923), Szegény ember balladája (1924).
- Nincsen apám se anyám – Nie mam ojca ni matki (1929), zawiera m.in. wiersze: Z czystym sercem (Tiszta szívvel, 1925), Kołysanka (Ringató, 1928), Klárisok (1928), Połóż dłoń (Tedd a kezed…, 1928), Áldalak búval, vigalommal (1927).
- Döntsd a tőkét, ne siránkozz – Rób swoje, nie narzekaj 1931, zawiera m.in. wiersze: Nyár (1929), Favágó (1929/1931).
- Külvárosi éj – Noc na przedmieściu (1932), zawiera m.in. wiersze: Külvárosi éj,
- Medvetánc – Niedźwiedzi taniec (Wiersze wybrane 1922–1934) (1934), zawiera m.in. wiersze: Kołysanka (Altató, 1935), Powietrza (Levegőt!, 1935), Późne żale (Kései sirató, 1935), Noc zimowa (Téli éjszaka, 1932), Reménytelenül (1933), Elégia (1933), Oda (Óda, 1933), Eszmélet (1934), Mama (1934).
- Nagyon fáj – Bardzo boli (1936), zawiera m.in. wiersze: Nad Dunajem (A Dunánál, 1936), Bardzo boli (Nagyon fáj, 1936), Kész a leltár (1936).

#### Dzieła wydane po śmierci poety
- Ostatnie wiersze: Powitanie Thomasa Manna (Thomas Mann üdvözlése, 1937), Na moje urodziny (Születésnapomra, 1937), Nie ma przebaczenia (Tudod, hogy nincs bocsánat, 1937), (Zniknę pewnie niespodzianie...) (Talán eltünök hirtelen…) (1937), (Przyszedłeś z kijem...) (Karóval jöttél…) (1937), (Znalazłem wreszcie dom dla siebie) (Ime, hát megleltem hazámat…) (1937).

#### Dzieła prozatorskie
- Curriculum vitae[1]
- Szabad-ötletek jegyzéke[2]

#### Dzieła krytyczne
- Tanulmányok és cikkek. 1923–1930. Szövegek (Studia i artykuły. 1923–1930. Teksty)

#### Twórczość translatorska
- Petr Bezruč, Jiří Wolker, Władimir Majakowski, Siergiej Jesienin, Aleksandr Błok, Émile Verhaeren, Arthur Rimbaud, François Villon.

## Przekłady twórczości na język polski
Na język polski jego wiersze tłumaczyli między innymi: Krzysztof Gąsiorowski, Aleksander Nawrocki, Tadeusz Nowak, Tadeusz Śliwiak, Jerzy Snopek, Robert Żmuda-Trzebiatowski.

## Literatura
- Attila József: Olśnienie. Sejny: Pogranicze, 2005. ISBN 83-86872-71-3. Brak numerów stron w książce